# Jerzy Pomianowski (Diplomat)
Jerzy Pomianowski (* 1960) ist ein polnischer Diplomat. 
Pomianowski studierte Soziologie an der Universität Warschau. Von 1997 bis 2002 war er polnischer Botschafter in Japan. 2013 wurde er zum Gründungsdirektor des Europäischen Demokratiefonds (EED) gewählt.